# Dilar algericus
Dilar algericus is een insect uit de familie van de Dilaridae, die tot de orde netvleugeligen (Neuroptera) behoort. 
Dilar algericus is voor het eerst wetenschappelijk beschreven door Navás in 1909.